# Сархан Сархан
Сархан Сархан (азерб. Sərxan Rəşid oğlu Qurbanbəyov; род. 18 июня 1952, Баку, АзССР) — советский и азербайджанский автор и исполнитель эстрадных песен, актёр, заслуженный артист Азербайджанской ССР (1987), народный артист Азербайджана (2018), лауреат премии Ленинского комсомола и бывший солист ВИА «Красные маки».

## Биография
Сархан Рашид оглы Курбанбеков (настоящее имя певца) родился 18 июня 1952 года, был третьим ребёнком в семье из четырёх детей. До 14 лет Сархан занимался греблей на каноэ, был членом юношеской сборной Азербайджана, о карьере вокалиста и музыканта даже не помышлял. Все изменилось в переходном возрасте, когда он случайно услышал звучание гитары и загорелся этим инструментом.
В 1968 году Сархан приехал в Москву и поступил в училище имени П. И. Чайковского по классу классической гитары. Творческую карьеру Сархан Сархан начинал с исполнения на гитаре испанских песен. Выступал с концертами в Баку — в Зелёном театре, Государственном театре песни имени Рашида Бейбутова. 
В 1988 году у певца вышел диск-гигант, куда вошли популярные на тот момент песни «Играю чёрными» (с нею он участвовал в промежуточном туре конкурса «Песня-87» и вышел в финал), «Влюбиться», «Проходные дворы» и др. Из девяти песен две были записаны на родном языке.
Творческий путь Сархана, как у многих артистов того времени: театр эстрады, московская филармония - ВИА «Фантазия» тульская - ВИА «Красные маки» (1979-1983), далее росконцерт, азконцерт.
Сольная карьера с собственной группой от Азербайджанской государственной филармонии, записи альбомов на фирме «Мелодия», съемки в кино «Учитель музыки» (1983). Сотрудничество с Онегином Гаджикасимовым, Давидом Тухмановым и Михаилом Таничем. После развала СССР работал в круизах, а также за рубежом в Германии, Франции.
Уехал в Москву после распада Советского Союза в 1991 году. Пел в московских ресторанах. Был солистом ВИА «Красные маки». Объездил с гастролями многие регионы России, начал исполнять русские романсы.
В 2012 году Сархан снялся в азербайджанском фильме "Təqib"(Погоня/ Преследование) в главной роли. Фильм прошел с успехом на родине музыканта.
27 мая 2018 года распоряжением президента Азербайджана Сархану Курбанбекову «За заслуги в развитии азербайджанской культуры» было присвоено почётное звание Народный артист Азербайджанской Республики.
В настоящее время Сархан Сархан проживает в Москве, продолжает давать сольные концерты в России и в Азербайджане.
У Сархана есть дочь Камилла, журналист и дизайнер.